# Ундіна (роман)
Ундіна (нім. Undine) — роман Фрідріха де ла Мотт Фуке, в якому Ундіна, дух води, одружується з лицарем на ім'я Гульдебранд, щоб отримати душу. Це рання німецька романтика, яка була перекладена на багато мов. У дев'ятнадцятому столітті книга була дуже популярна.
На думку Едгара По «Ундіна» - найкраще втілення ідеалу прекрасного. 
Роман став приводом для зближення Фуке і Гофмана, який вирішив написати оперу на цю тему і попросив їхнього спільного друга знайти кого-небудь, щоб переписати «Ундіну» у віршовану форму. За це взявся сам Фуке і написав для Гофмана лібрето менше ніж за рік. 1814 року відбулася зустріч Гофмана і Фуке, 1815 року опера була закінчена. 1816 — прем'єра «Ундіни» у день народження короля. Це найкраща опера Гофмана, але вона не мала довгого життя. Фуке називають прототипом Люттера з «Серапіонових братів» Гофмана.

## Український переклад
Українською мовою роман переклала Олена Пилипчук. Книга опублікована видавництвом «Знання» в 2016 році:
- Ундіна / Фрідріх де ла Мотт Фуке; пер. з нім. Олени Пилипчук. — К.: Знання, 2016. — 158 с.